# 馬爾甘·艾比奧維
馬爾甘·艾比奧維（英語：Malcolm Perewari Ebiowei；2003年9月4日—）是一名英格蘭職業足球員，司職進攻中場或翼鋒，現効力英冠球會黑池。

## 球會生涯
艾比奧維在五歲時加入車路士的青訓學院，及後先後效力阿森纳和格拉斯哥流浪的青年隊。2021年9月，艾比奧維轉投打比郡，他簽下一紙為期一年的合約。
2022年2月8日，艾比奧維在對陣侯城的英冠比賽中上演職業生涯地標戰，他在比賽第93分鐘後備入替路克·佩治。同年4月30日，他在對陣黑池的比賽中為已經確定降班的打比郡打開紀錄，協助球隊作客以2–0勝出。
2022年6月26日，英超球會水晶宫宣布免費簽入艾比奧維，他將在同年7月1日與打比郡的合約期滿後正式加盟。同年8月5日，艾比奧維在對陣阿仙奴的英超揭幕戰首次為水晶宮上陣，在比賽第86分鐘後備入替。
2023年1月19日，艾比奧維被外借到英冠球會侯城至季尾。同年2月11日，他在對陣史篤城的英冠比賽中上演地標戰，侯城最終以0–0賽和對手。
2024年2月1日，水晶宫的姊妹球會、比職球隊RWD莫倫比克宣布借入艾比奧維，為期一季。 兩天後，他在對陣標準列治的2–2和局中首次為球隊上陣。

## 國家隊生涯
艾比奧維擁有尼日利亞血統，亦曾代表荷蘭和英格蘭的青年國家隊。
2022年9月21日，艾比奧維在對陣智利U20的3–0勝仗中首次代表英格蘭U20。

## 生涯統計

### 球會
最後更新：2024年3月17日
| 效力球會            | 球季     | 聯賽     | 聯賽 | 聯賽 | 國家盃賽 | 國家盃賽 | 聯賽盃賽 | 聯賽盃賽 | 其他 | 其他 | 總計 | 總計 |
| 效力球會            | 球季     | 聯賽     | 上陣 | 入球 | 上陣     | 入球     | 上陣     | 入球     | 上陣 | 入球 | 上陣 | 入球 |
| ------------------- | -------- | -------- | ---- | ---- | -------- | -------- | -------- | -------- | ---- | ---- | ---- | ---- |
| 打比郡              | 2021–22  | 英冠     | 16   | 1    | 0        | 0        | 0        | 0        | 0    | 0    | 16   | 1    |
| 水晶宫              | 2022–23  | 英超     | 3    | 0    | 0        | 0        | 2        | 0        | —    | —    | 5    | 0    |
| 侯城（外借）        | 2022–23  | 英冠     | 12   | 0    | 0        | 0        | 0        | 0        | —    | —    | 12   | 0    |
| RWD莫倫比克（外借） | 2023–24  | 比職     | 5    | 0    | —        | —        | —        | —        | —    | —    | 5    | 0    |
| 生涯總計            | 生涯總計 | 生涯總計 | 36   | 1    | 0        | 0        | 2        | 0        | 0    | 0    | 38   | 1    |